# 야쿠모촌 (시마네현)
야쿠모촌(八雲村)은 시마네현 야쓰카군의 옛 촌이다.